# جرج اسمیت (ورزشکار)
جرج اسمیت (انگلیسی: George Smith; ۱ ژانویهٔ ۱۸۷۶ – ۱۴ ژانویهٔ ۱۹۱۵) ورزشکار اهل پادشاهی متحد بریتانیای کبیر و ایرلند بود.